# Tirà reial ventredaurat
El tirà reial ventredaurat (Myiodynastes hemichrysus) és un ocell de la família dels tirànids (Tyrannidae).

## Hàbitat i distribució
Viu als clars del bosc, normalment a prop de l'aigua, a les muntanyes de Costa Rica i oest de Panamà.